# Marsilio Ficino
Marsilio Ficino ( Figline, vall de l'Arno 10 d'octubre de 1433 - Careggi, prop de Florència, 1 d'octubre de 1499) va ser un eclesiàstic, metge, filòsof, teòleg, lingüista i humanista italià que va tenir una important influència en la història científica i intel·lectual europea. Va ser el difusor de les teories neoplatòniques i esdevingué un dels intel·lectuals més destacats i influents del primer Renaixement italià.
Dirigí l'Acadèmia Platònica de Florència, fundada per Cosme de Mèdici el 1459. Per a la cultura del seu temps fou cabdal la seva traducció, interpretació i comentari l'obra de Plató i Plotí que encetaren el moviment del neoplatonisme. El seu plantejament que entrelligava metafísica, religió i estètica va generar el moviment renaixentista florentí i el neoplatonisme i va influir durant dos segles en el pensament platònic europeu. Coneixedor expert de la llengua grega, va llegir i interpretar els filòsofs clàssics en els seus textos originals. Va procurar integrar el pensament i les propostes de Plató en la teologia cristiana.

## Formació, acció i obra.
La formació de Ficino, no és prou coneguda. Probablement des de jove adquirí coneixements mèdics del seu pare. Es va formar a Florència on, a més de cursar les arts habituals sota el mestratge de Comando Comandi, Nicolò Tignosi da Foligno i Luca di San Gimignano, va estudiar-hi medicina. Entre l'any 1448 i 1449 va fugir cap Pisa causa de la pesta. Després sembla que va estudiar filosofia a Florència a la dècada de 1450. Anys en què de la mà de Cristoforo Landino, va interessar-se per la filosofia platònica.El 1457, Ficino va marxar a Bolonya per continuar els seus estudis de medicina. Tot sembla indicar que rebé una educació excel·lent però tradicional, centrada en qüestions extretes de l'àmbit de la teologia escolàstica.
Mitjançant versions llatines s'interessà per les obres de Plató i dels neoplatònics a través d'autors com Agustí d'Hipona i de la principal referència del pensament escolàstic medieval Tomàs d'Aquino. Malgrat l'oposició de la seva família, Ficino s'interessà per la filosofia antiga i especialment pel platonisme. Fet que motivà el seu primer treball titulat Libri quattuor institutionum ad Platonicam disciplinam, escrit segurament per influx del seu mestre Landino. Tot i que, Marsilio Ficino encara no coneixia prou grec per poder llegir Plató a l'original. Quan va haver acabat la seva obra, la va mostrar a Cosimo de Medici i Cristoforo Landino. Els quals elogiaren el treball, però li recomanaren aprendre prou grec per poder accedir a les fonts originals.
L'obra i l'acció de Ficino està unida, com s'ha apuntat, a la política de promoció de l'art i el saber de la família dels Médici. Una relació que s'inicià amb Cosme de Médici. El qual li cedí la vila campestre de Careggi, on es va anant constituint l'anomenada Nova Acadèmia Platònica. Un cenacle cultural sense massa estructura en què es reunien intel·lectuals i artistes que participaven de la sensibilitat i motivacions de Ficino com ara Giovanni Pico de la Mirandola, Cristoforo Landini, Agnolo Ambrogini Angelo Poliziano i Jerome Benivieni o Lorenzo de Medici. Marsilio fou un dels i grans difusors del pensament neoplatònic. Gràcies a l'impuls dels seus mecenes, va perfeccionar el coneixement del grec antic i es dedicà a la traducció d'aquelles obres considerades com l'expressió de la saviesa antiga.
Com indica S. Gentile, des de finals de la dècada de 1550, Ficino hauria forjat una barreja singular d’epicureisme, hermetisme i platonisme, a la qual romandria sempre lligat”.

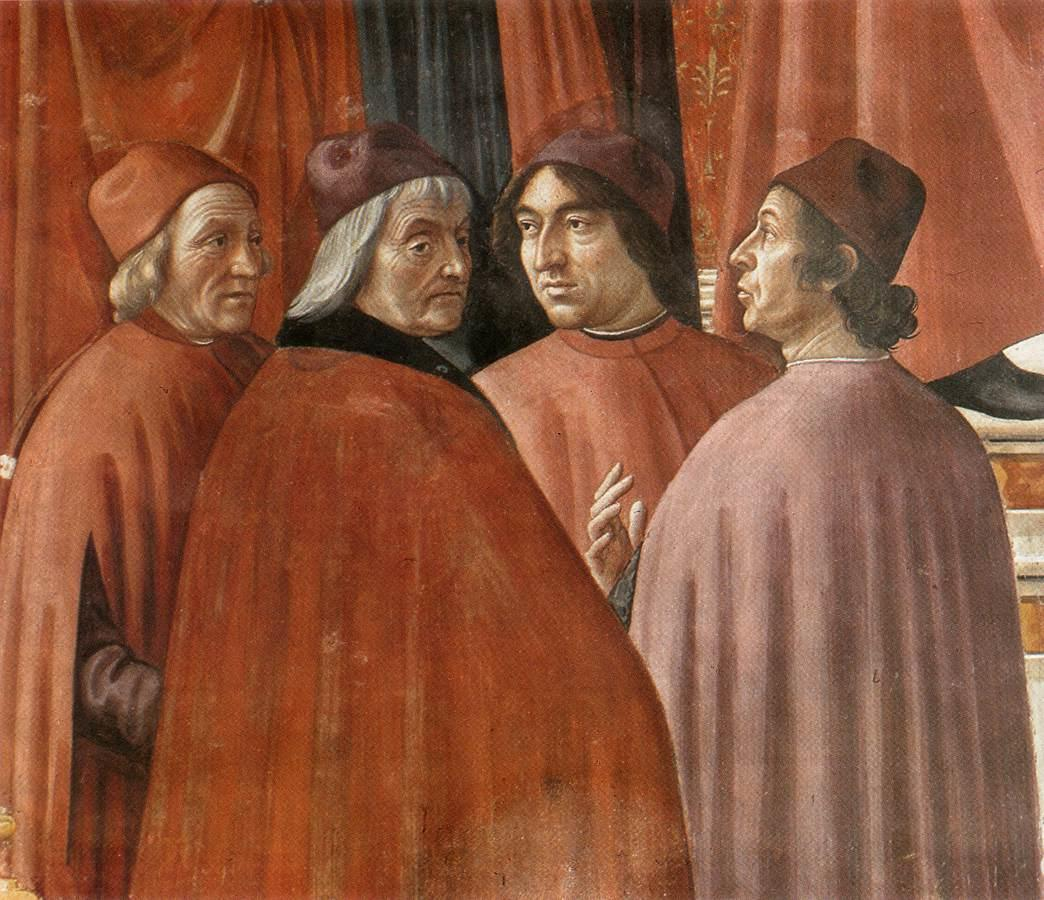
Marsilio Ficino, Cristoforo Landino, Angelo Poliziano i Demetrios Chalkondyles retratats en un fresc de Domenico Ghirlandaio a l'església de Santa Maria Novella de Florència, (1486-1490).

## Ficino i la recuperació del pensament antic predecessor del cristianisme
A la Florència de la segona meitat del segle XV sorgeix un ampli moviment format per destacades personalitats de la cultura i la política que percep la importància de recuperar conjunt del pensament de l'Antiguitat. Els nou corrents que s'obren en el camp del pensament afavoreixen la formació d'una idea rica i articulada de la història de la filosofia gràcies als esforços de Marsilio Ficino i, també, de Giovanni Pico della Mirandola.
Una aportació rellevant de Ficino és mostrar com existeix una continuïtat en el temps de la tradició filosòfica, que parteix d'una antiga saviesa filosoficoteològica i arriba a la nova Revelació de Jesús i al pensament dels Pares de l'Església, per després ser recuperada pel renaixement del pensament del Plató.

## Neoplatonisme cristià i hermetisme
Marsilio Ficino va viure d'acord amb les propostes espirituals del cristianisme i mantingué tothora un profund sentiment religiós. Fou ordenat sacerdot el 1473, i passat els anys serà canonge de la catedral de Florència. Malgrat la seva educació, sempre fou crític amb la filosofia i la teologia escolàstiques. Marsilio  ben aviat s'interessà pel neoplatonismo, i fent atenció a les temàtiques mágico-hermètiques lligades a ell. Aquesta inclinació per la filosofia neoplatònica l'enfrontava amb l'arquebisbe de Florència que defensava la continuïtat del pensament tradicional i s'oposava a l'emergència de la filosofia platònica,
Entre altres, va traduir els escrits d'Hesíode, Espeusip, Alcínous, Porfiri, Iámblic, Procle i Plotí. Però sobretot es va centrar en la traducció dels Diàlegs de Plató al llatí per encàrrec Cosme de Médici. Aquest, però, el 1460 li demanà centrar-se a fer la versió llatina del Corpus Hermeticum. Al cap i a la fi, els tractats d'Hermes Trismegist eren vistos com el compendi de tota la saviesa antiga, inclosa la platònica. Així, durant tres anys Marsilio traduirà el Pimandro (una col·lecció de catorze llibres hermètics), que segons sembla Cosme llegirà abans de la seva mort el 1464. L'obra es publicarà el 1471, i la traducció dels diàlegs platònics, que Marsilio Ficino va enllestir més tard, veuran la llum el 1484.
La voluntat de Ficino és sintetitzar el pensament cristià, neoplatònic i hermètic. Un exemple d'aquest objectiu és la seva doctrina de l'ànima a la manera que s'exposa a la seva  Theologia platonicade de immortalitate animarum. On procurà conciliar l'emanacionisme neoplatònic amb el creacionisme cristià, presentant cinc graus ontològics en la jerarquia del ser: Déu, l'àngel, l'ànima, la qualitat i el cos. Dins aquest conjunt l'ànima no és la individual sinó també l'ànima del món, que vivifica el cosmos, posant en relació el nivell més baix amb el Tot. La força motriu d'aquest procés ascendent i descendent de l'ànima és l'amor. En el sentit platònic de l'eros, reinterpretant-lo en clau cristiana. En efecte, Déu és alhora objecte d'amor per part de les criatures —abans de res, de l'ànima— i subjecte d'amor, quan crea mitjançant un acte d'amor que informa el tot.

També és remarcable en aquesta l'obra principal de Ficino, de 1474, que posa les bases d'una teoria de l'autoreflexivitat de la ment que també és important des del punt de vista artístic. Com assenyala Josep Ferrater Mora, el pensament filosòfic de Ficino, presidit pel platonisme, conté també elements aristotèlics i, per descomptat, neoplatònics. Segons Ferrater els conceptes que despertaren l'interès de Ficino, especialment a la Theologia platònica, són:

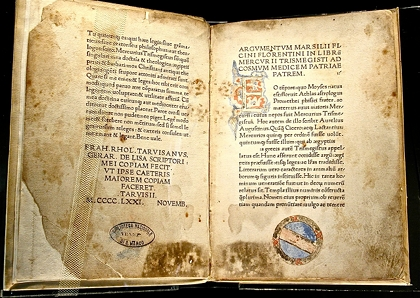
El Corpus Hermeticum de Marsilio Ficino, 1471. Exemplar de la Bibliotheca Philosophica Hermetica, Amsterdam.

El concepte de ser, el més universal de tots, i el que es troba en tots els ens (d'una manera semblant a l'analògica), dividint-se en conceptes subordinats, com el de substància i atribut, forma i matèria, acte i potència. L'ésser té gèneres, que són les categories (de les quals Marsilio Ficino considera les aristotèliques i les platòniques). L'ésser s'articula així mateix en els tres transcendentals de l'un, allò veritable i bo.
El concepte de pensament, que és el procés d'un intel·lecte; encara que inclòs en el concepte de ser, el de pensament és important perquè l'ésser només és accessible en pensar (és a dir, en pensar l'ésser en la seva veritat).
El concepte de perfecció, el qual es troba íntimament relacionat amb el de jerarquia.
El concepte de jerarquia dels ens, en tant que un ens és més com més perfecte és.
El concepte d'ànima, que Ficino tracta de manera platònica, neoplatònica i cristiana subratllant-ne la immortalitat i la seva eternitat.
Aquests dos darrers atributs són els atributs essencials de l'ànima.
Des de la seva jovenesa Ficini aplega opinions dels filòsofs sobre Déu i l'ànima. Uns treballs que reunirà en el Tractatus de Deo et anima vulgaris de 1458. Una obra escrita durant el seu desterrament de Florència per ordre de l'arquebisbe que, com hem vist, veia perillós per a la fe el platonisme. Ficino exposa el posicionament sobre el tema de filòsofs antics com ara Plató, Aristòtil, Diògenes, Sèneca, Zenó, Sòcrates i Pitàgores. En aquesta obra ja sustenta que la visió platònica de la divinitat és semblant a la d'Hermes Trismegisto. Malgrat el que es podria pensar per la seva estada al Concili de Ferrara del pensador romà oriental Jodi Gemist Pletó, la influència d'aquest sobre la filosofia de Marsilio Ficin, es limitaria exclusivament a l'elaboració de la prisca theologia, és a dir, a la idea que existeix una tradició de teologia antiga que va començar amb Zoroastre i Hermes, i va continuar amb Orfeo, Pitàgores i Plató i els platònics. Per a Ficino aquests antics teòlegs són els precursors del cristianisme, en canvi Pletó fa servir el platonisme per a descristianitzar totalment la filosofia i la religió.

## Acadèmia Platònica de Florència. La recerca d'una nova tradició occidental

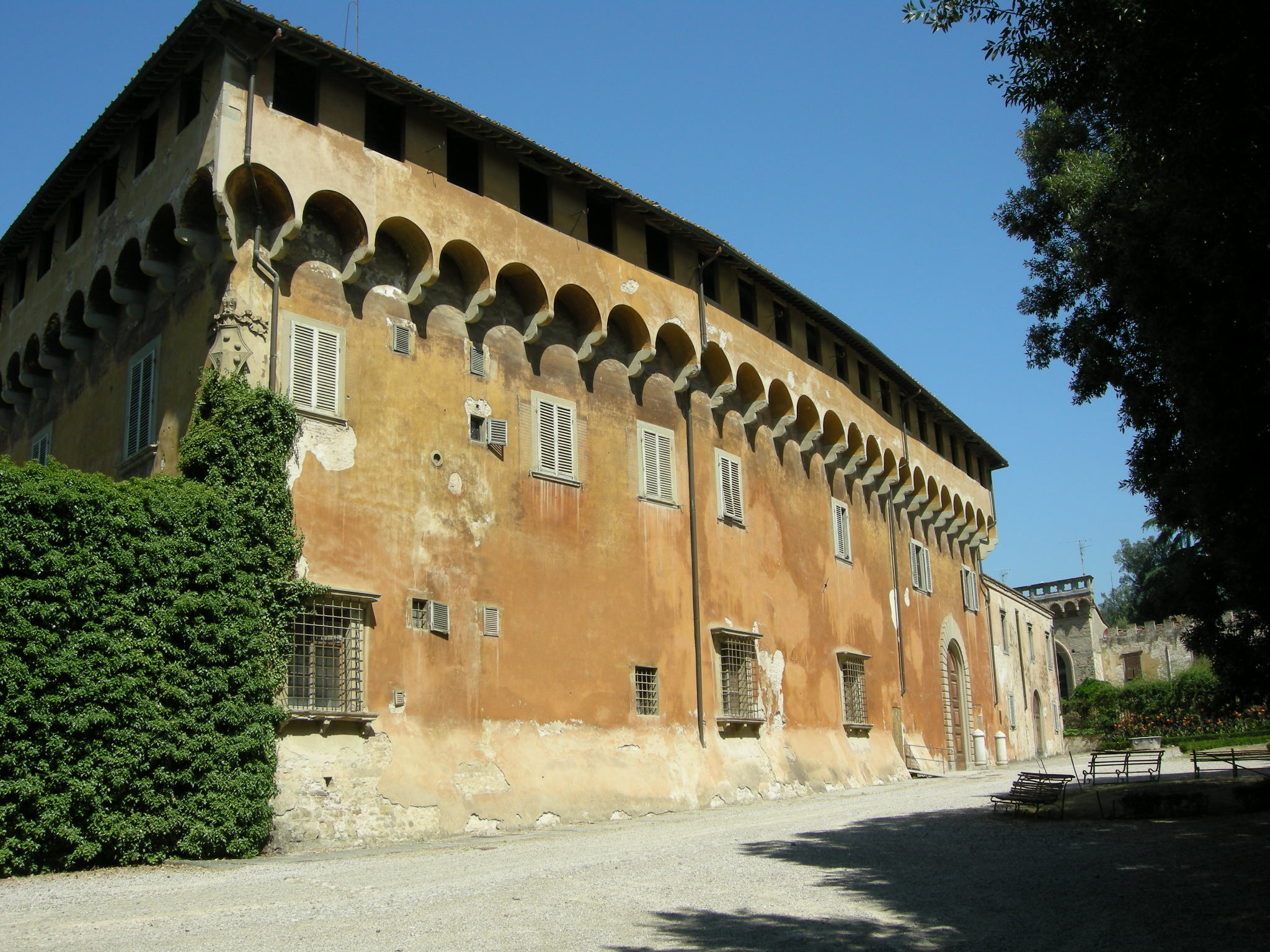
La Villa di Careggi, la segona seu de l'Acadèmia Platònica després de la més petita de Villa le Fontanelle.

L'objectiu intel·lectual i vital de Ficino es plasmà en l'Acadèmia Platònica de Florència, a una vila campestre de Careggi on sota el mecenatge dels Mèdici cercava alçar una plataforma filosòfica comuna sobre la qual poguessin confluir les propostes i el pensament de Plató i Aristòtil, Plotí i Zoroastre, Hermes Trismegisto o Orfeu, juntament amb les dels filòsofs cristians. Aquest fou el naixement d'aquest àmbit seré de discussions cercant construir una «nova tradició occidental». Sota l'impuls de Ficino es cercà concordar el cristianisme, amb el pensament antic. Per tant,  la filosofia pagana amb la filosofia cristiana.
Com indica Eleonora Lo Presti, la important obra de Ficino, feta des de la seva vila, fou ampliar el nombre referències històriques que s'utilitzarien en el treball de “reconstrucció” del pensament antic, ja iniciat pels humanistes italians. També portar a terme una ampliació cronològica i geogràfica de la història del pensament, cercant confegir una història de la filosofia des dels orígens de la humanitat fins al mateix Renaixement. incloent-hi altres civilitzacions i considerant també el pensament patrístic i medieval, és a dir, el pensament que va desenvolupar-se després de Crist. Tot i que la seva aportació potser més rellevant fou entreveure que pensament humà depenia més d'una tasca especulativa i religiosa que no pas d'organitzacions escolàstiques.

## Obra escrita
- Institutiones ad Platonicam disciplinam (1456).

- De voluptate (1457-8).
- De amore  o Commentarium in Convivium Platonis (1469).
- Teologia platonica de immortalitate animarum  (1474).
- De religione Christiana et fidei pietate (1475–6).
- Liber de Sole (edició d'Enrique Petrina, Basilea, 1576.
- Theologia platonica de immortalitate animarum (1482).
- Compendium in Timaeum (1484).
- De vita libri tres (1489) (Leggibile qui)
- De lumine (1492).
- De Amore. Commentarium in Convivium Platonis (1594)
- In Epistolas Pauli commentaria (Venezia 1491; Firenze 1497).
- De vita librii tres: De vita sana, De vita longa et De vita coelitus comparanda (1489)
- Lettere, I: Epistolarum familiarum liber I, Firenze, Olschki, 1990.
- Lettere, II: Epistolarum familiarum liber II, Firenze, Olschki, 2010